# 예천 선몽대 일원
예천 선몽대 일원(醴泉 仙夢臺 一圓)은 대한민국 경상북도 예천군 호명읍 백송리에 있는, 예천읍지에 수록된 약 450여년 역사를 가진 유서 깊은 곳이다. 2006년 11월 16일 대한민국의 명승 제19호로 지정되었다.

## 개요
선몽대 일원은 예천읍지에 수록된 약 450여년 역사를 가진 유서 깊은 곳으로, 선몽대와 선몽대 숲 그리고 그 앞을 흐르는 내성천과 하천 앞에 넓게 펼쳐진 백사장이 함께 어우러져 한국의 전통적 산수미를 보여주는 예천 내성천 유역의 대표적 경승지의 하나이다.
선몽대는 퇴계 이황의 종손이며 문하생인 우암(遇巖) 이열도(1538~1591) 공이 1563년 창건한 것으로 알려져 있었으나, 실제로는 그의 부친인 이굉(李宏, 1515~1573)인 것이 2021년 확인되었다.
정자로서 “선몽대”의 대호 세글자는 퇴계 선생의 친필로 알려져 있으며, 정자 내에는 당대의 석학인 퇴계 이황, 약포 정탁, 서애 류성룡, 청음 김상헌, 한음 이덕형, 학봉 김성일 등의 친필시가 목판에 새겨져 지금까지 전해져 오고 있는 곳으로 선인들의 유교적 전통공간으로서 역사적 의미가 큰 곳이다.
선몽대 숲은 선몽대와 선몽대 뒤편의 백송리 마을을 보호하기 위하여 조성된 우리 선조들의 풍수사상이 깃든 전통적인 마을 숲으로 100~200여년 수령의 소나무 노거수와 은행나무, 버드나무, 향나무 등이 함께 자라고 있으며, 수해방비림, 방풍림, 수구막이숲(홍수로부터 마을을 보호하거나 풍수상 단점을 보완할 목적으로 물길 등을 막기 위해 조성한 숲) 및 비보림(풍수상 단점을 보완하기 위한 숲)의 역할을 해 온 것으로 보인다.
선몽대 일대는 기러기가 내성천에서 풍부한 먹이를 먹고 백사장에서 한가로이 쉬는 형이라고 하여 풍수상 평사낙안형(平沙落雁形)이라 전하고 있는데, 예천에서 안동 방향으로 흐르는 내성천의 강물과 십리에 이른다는 넓게 펼쳐진 백사장이 역사적 유래가 깊은 선몽대와 숲과 함께 어우러져 빼어난 경관을 자아내고 있는 곳으로 경관적·역사적 가치가 큰 경승지로 평가되고 있다.

## 참고 자료
- 예천선몽대일원 - 국가유산청 국가유산포털
- 이 문서에는 문화재청에서 공공누리 제1유형으로 배포된 자료를 바탕으로 한 내용이 포함되어 있습니다.